# Cornelia (Geórgia)
Cornelia é uma cidade localizada no estado americano de Geórgia, no Condado de Habersham.

## Demografia
Segundo o censo americano de 2000, a sua população era de 3674 habitantes.
Em 2006, foi estimada uma população de 3805, um aumento de 131 (3.6%).

## Geografia
De acordo com o United States Census Bureau tem uma área de
8,9 km², dos quais 8,9 km² cobertos por terra e 0,0 km² cobertos por água.

## Localidades na vizinhança
O diagrama seguinte representa as localidades num raio de 12 km ao redor de Cornelia.